# スムアブム
スムアブム（Sumu Abum、在位：紀元前1894年 - 紀元前1881年）は、バビロン第1王朝（古バビロニア王国）の初代王である。この時代の多くのメソポタミアの支配者達と同じく彼はアムル系の王であった。

## 来歴
スムアブムはバビロンで支配権を握って新たな王朝を開いた。彼が即位した時、バビロンはまだ1つの地方都市に過ぎず、さして重要性を持った都市ではなかった。彼は城壁の建造を初め連年の神殿や運河などの建築事業を通じてバビロンの拡充を図るとともに、周辺で同じように成立した小規模なアムル系独立国家との戦いに勝利を重ね王朝の基盤を作っていった。紀元前1882年頃にはカザル市を破壊したことが年名によって宣言されている。
しかしスムアブムが死去すると彼が征服した都市の幾つかは離反した。その討伐は彼の後継者スムラエルの課題となった。